# Neopsylla setosa
Neopsylla setosa är en loppart som först beskrevs av Wagner 1898.  Neopsylla setosa ingår i släktet Neopsylla och familjen mullvadsloppor.

## Underarter
Arten delas in i följande underarter:
- N. s. setosa
- N. s. spinea